# Dubiaranea bacata
Dubiaranea bacata là một loài nhện trong họ Linyphiidae. Loài này được phát hiện ở Peru.